# 卜弼德
卜弼德（1903年4月8日—1972年6月29日），原名彼得·阿列克谢耶维奇·布德贝格（英文：Peter Alekseevich Budberg，俄文：Пётр Алексеевич Будберг），也名彼得·冯·布德贝格男爵（Baron Peter von Budberg）、彼得·亚历克西斯·布德伯格（Peter Alexis Boodberg），为著名俄裔美籍汉学家，曾任教于美国加州大学伯克利分校。卜弼德学风博学深邃，被认为是20世纪功勋显著的汉语、汉字、中国历史的推广者和教育家。他与学生的研究自成一派，称作「卜派汉学」（Boodbergian）。

## 生平
卜弼德1903年4月8日生於俄國海参崴，他的父親是俄羅斯駐海參崴軍隊指揮官，他的祖先則是來自美因茨、於13世紀定居於愛沙尼亞的一支波罗的海德国人。一戰爆發後，卜弼德在聖彼得堡軍事學校受訓，於1915年前往中国东北哈爾濱，開始研究語言學，後返回海参崴东方学院研習漢語言。
1920年，卜弼德一家因俄國革命而逃往美國，定居於三藩市。他進入加州大學進修，於1924年取得東亞語言文學學士學位，於1930年取得哲學博士學位。1932年開始受僱於加州大學伯利克分校任教。1937年成爲副教授，1940年任系主任，1948年升爲全職教授，1964年任美國東方學會主席。他還於1938年、1956年及1963年三度獲得古根海姆基金。
1972年6月29日，卜弼德因心臟病發作而與世長辭。

## 学派
1930年起，卜弼德在柏克萊講授漢學，於時間上屬於高本漢那一輩的人物，所以他的及門和私塾弟子特別多，在美國漢學界，所謂「卜派漢學」（Boodbergian）已經成為一種特殊的學術風尚，無人不知，無人不曉。卜派漢學家講究對於中國古典（尤其是唐朝以前的文史哲典籍）的絕對把握，於字彙和辭句的質理做澈底的了解，不苟且，不放鬆，追索文字的源頭，分析文字的發展，凡事以歷代字書的證據為依歸，輔之以西方文字訓詁學的知識，不惜與現實中國社會的傳承相違背。卜派漢學的優點在承認隋唐以前已經成立的書籍的權威，把「漢學」當做是一種直指古典的探索，因此破除許多初學者投機取巧避免古典的機會，強迫他們鑽研那些連中國人都覺得疲倦的故紙。

## 著作
主要研究论著包括：
- "Some Proleptical Remarks on the Evolution of Archaic Chinese". Harvard Journal of Asiatic Studies 2 (1937), 329-372.
- "'Ideography' or Iconolatry?", Toung Pao, 35 (1940), 266-288.
- "The Chinese Script: An Essay on Nomenclature (the First Hecaton)". Bulletin of the Institute of History and Philology, Academia Sinica 39 (1957), 113-120
- "The Language of the T'o-Pa Wei"
- "Two Notes on The History of The Chinese Frontier"
- "Marginalia to The Histories of The Northern Dynasties"
- "Chinese Zoographic Names as Chronograms"
- "Three Notes on the T'u-chüeh Turks", University of California publications in Semitic Philology, Berkeley and Los Angeles, v.11, (1951)
- "An Early Mongolian Toponym", Harvard Journal of Asiatic Studies 19 (Dec. 1956), 407-408
- "Philological Notes on Chapter One of The Lao Tzu"
- Alvin P. Cohen (ed.), Selected Works of Peter A. Boodberg. University of California Press 1979 (Review)